# Anders Helgstrand
Anders Helgstrand, född 16 oktober 1918 i Överjärna i Sverige, död 11 augusti 1985 i Dragør i Danmark, var en dansk-svensk pilot för det svenska flygvapnet och senare för flygbolaget SAS. Anders Helgstrand övertog 1966 VD-posten för det danska flygbolaget Sterling Airways (senare ombildat Sterling Airlines).
Anders Helgstrand var son till godsägare John Helgstrand och hans hustru Elin, född Carlson, vid Ene gård i Överjärna socken. Liksom fadern bedrev Anders Helgstrand eget lantbruk 1952-1957.[källa behövs]